# Гончаров, Николай Кузьмич
Никола́й Кузьми́ч Гончаро́в (6 мая 1886, Москва — 1970) — советский военный и государственный деятель.

## Биография

### Начало революционной деятельности
В 1904 году вступил в РСДРП(б). В годы Первой русской революции участвовал в организации боевых дружин в Бутырках (Москва). В 1906—1916 годах занимался партийно-революционной деятельностью в Твери и Москве. В 1916 году арестован и сослан в Саратов. Участвовал в выпуске нелегальной большевистской газеты «Социал-демократ».

### В годы революции и гражданской войны
В 1917 году — комиссар Московского ВРК по Симоновскому району. При штурме Кремля командовал красногвардейским отрядом. В 1918—1919 годах — член Президиума Исполкома Московского горсовета депутатов, заведующий Политотделом штаба войск Вятского района 6-й армии, заведующий Политотделом Северного фронта, заместитель члена РВС Северного фронта, военком 26-й стрелковой дивизии. Принимал участие во взятии Уфы, Златоуставской и Челябинской операциях. Один из организаторов советских органов власти на Южном Урале. В 1920 году — член РВС 5-й армии, а затем член Военного Совета Народно-революционной армии Дальневосточной республики.

### После Гражданской войны
В 1920—1921 годах — член Дальневосточного бюро ЦК РКП(б), член Сибирского бюро ЦК РКП(б), начальник политуправления Войск Сибири. В 20-е годы последовательно занимал должности секретаря Рогожско-Симновского райкома РКП(б), ответственного инструктора ЦК РКП(б), члена ЦКК РКП(б), инструктора и инспектора Наркомата рабоче-крестьянской инспекции СССР, начальника административно-финансового управления Центрального статистического управления СССР. В 1931—34 годах генеральный консул СССР в Кобе. С 1934 года в плановых и контрольных органах. С 1955 года — на пенсии. Делегат 10-го,12-го и 15-го съездов партии.